# Гоп-стоп (фильм)
«Гоп-стоп» — российский фильм 2010 года режиссёра Павла Бардина. Криминальная история на злобу дня с элементами абсурда, навеянная классическими народными эпосами.

## Сюжет
Жили-были в одном провинциальном моногородке два друга, ещё с армии неразлучных, Вася и Тарас, не дураки курнуть и гопники по жизни…
И была у них машина «Жигули» со светомузыкой и «глушаком». И ещё была у них мечта — стать членами солидной ОПГ… И вот подвалила им как-то раз удача — целая сумка «плана». А после этого, так же случайно, попалась гарна дивчина — Мэри, которую вызволили они из багажника машины рэкитиров. Однако тут вернулся из мест не столь отдалённых отец (Батя) — сумку сжёг, а сыну купил компьютер, дабы осваивал тот науку новую, перспективную (ибо в хакерстве сейчас перспективы преступного мира).
Однако местная мафия — коллекторы вкупе с местной милицией, под крышей главы местной администрации и его сына, ставят им препоны — то подкинут оружие, то заберут Мэри. За неуплату коммунальных услуг их выселяют из квартиры.
И тогда все трое уходят в лес и становятся Робин Гудами, объявляя борьбу казнокрадам и оборотням в погонах. Они становятся известными, к ним приезжают тележурналисты. Участвуют они и в рыцарском турнире. Противостояние достигает предела, но — всё оканчивается благополучно… (как и положено в сказке)

## В ролях
- Пётр Фёдоров — Васяня
- Александр Голубков — Тарас
- Марина Орёл — Мэри
- Владимир Ершов — мэр
- Артём Семакин — сын мэра
- Артур Еникеев — Батя
- Владимир Шульга — бывший мент
- Геннадий Венгеров — начальник милиции
- Пётр Баранчеев — смотрящий
- Антон Кузнецов — секретарь
- Гарри Бардин — от автора

## Съёмочная группа
Кабачок энтертейнмент продакшн представляет:
- Автор сценария — Павел Бардин при участии Петра Фёдорова, Арчибальда Арчибальдовича, Марины Орел
- Режиссёр-постановщик — Павел Бардин
- Оператор-постановщик — Сергей Дандурян
- Художник-постановщик — Светлана Дубина
- Аранжировщик — Сергей Анашкин

## Саундтрек
В саундтреке использованы песни групп «Сектор Газа» и «Чёрный кофе», а также песня «Я полюбила бандита» (исполнитель — группа «Краски»).

## Релиз
Со слов режиссёра Павла Бардина в интервью журналу New Times: изначально премьера фильма была назначена на 1 апреля 2010 года, однако в компании «Леополис» началась реструктуризация отдела дистрибуции, из-за чего выход фильма был отложен .

Поэтому мы договорились с Ливневым, что он отдаёт киноправа мне в обмен на мою долю от прибыли с остальных прав. У «Леополиса» остаются права на телепоказ, DVD и интернет

28 апреля 2011 года картина вышла в ограниченный прокат.